# Vogezen (gebergte)
De Vogezen (Frans: Vosges uitspraak /vozj/, Alemannisch: Vogesen) zijn een middelhoge bergketen in het noordoosten van Frankrijk. De bergketen begint aan de grens met Zwitserland en strekt zich naar het noorden uit over de westelijke zijde van het Rijndal. De ronde toppen van de Grote Vogezen worden ballons genoemd, Frans voor bolvormige bergen.
Van 1871 tot 1918 liep door het zuidelijk gedeelte de grens tussen Frankrijk en Duitsland. Er zijn diverse geologische overeenkomsten tussen de Vogezen en het Zwarte Woud. De Vogezen bestaan voornamelijk uit graniet en rode zandsteen.

## Geografie
De Vogezen kunnen worden verdeeld in:
- de Grote Vogezen, van Belfort tot Bruche,
- de Centrale Vogezen, tussen de Bruche en de Col de Saverne,
- de Lagere Vogezen, tussen de Col de Saverne en de bron van de Lauter en de Hardt.

De departementen Vosges en Haute-Saône worden van de Elzas en Belfort gescheiden door de Ballon d'Alsace, of de St. Maurice. Het hoogste punt in de Vogezen is de Grand Ballon (1424 m).
De spoorweg van Parijs naar Straatsburg loopt over de Col de Saverne. Geen spoorlijn steekt de Vogezen over tussen Saverne en Belfort, maar er zijn verschillende wegen over de passen, bijvoorbeeld Col du Bonhomme, de Col de la Schlucht en de Col de Bussang. Het Marne-Rijnkanaal gaat door de Lagere Vogezen.

## Geologie
Geologisch gesproken zijn de Vogezen en het Zwarte Woud aan elkaar verwant. Als gevolg van druk van de vorming van de Alpen zakte vooral het gebied ertussen naar beneden en vormde zich de Rijnslenk. Dit gebeurde vrij plotseling bij het begin van het tertiair, ongeveer 65 miljoen jaar geleden. Tegelijk stuwden de randen omhoog, met als gevolg dat er door erosie oudere steenlagen naar boven kwamen. De Grote Vogezen in het zuiden bestaan hoofdzakelijk uit graniet terwijl het noorden uit zandsteen bestaat. De oostelijke flank is sterk geaccidenteerd met vele kloven terwijl de westelijke flank uit glooiende hellingen bestaat. In het zuidoosten liggen de Vosges saônoises en het Plateau des Mille Étangs, een gebied met valleien en vele meren.

## Klimaat
Er zijn meerdere meteorologische verschillen tussen de oostelijke en westelijke gebieden van de keten. De jaarlijkse regenval is veel hoger en de gemiddelde temperatuur is veel lager in het westen dan in het oosten.
Gemiddeld valt er op meer dan negentig dagen per jaar sneeuw.

## Natuur
In de Vogezen zijn er twee regionale natuurparken: Parc naturel régional des Ballons des Vosges in het zuiden en Parc des Vosges du Nord in het noorden. In het gebied liggen verschillende natuurreservaten: Nationaal natuurreservaat Massif du Grand Ventron, Nationaal natuurreservaat Tanet-Gazon du Faing, Nationaal natuurreservaat Frankenthal-Missheimle en Nationaal natuurreservaat Ballons comtois.

## Lijst van de hoogste toppen
- 1424 m · Grand Ballon
- 1366 m · Storkenkopf
- 1364 m · Hohneck
- 1350 m · Kastelberg
- 1330 m · Klintzkopf
- 1316 m · Rothenbachkopf
- 1314 m · Lauchenkopf
- 1311 m · Batteriekopf
- 1306 m · Haut de Falimont
- 1306 m · Gazon du Faing
- 1305 m · Rainkopf
- 1303 m · Gazon du Faîte
- 1302 m · Ringbuhl
- 1302 m · Soultzereneck
- 1292 m · Tanet
- 1272 m · Petit Ballon
- 1247 m · Ballon d'Alsace
- 1216 m · Ballon de Servance
- 1148 m · Planche des Belles Filles
- 1099 m · Champ du Feu
- 1008 m · Donon

## Bekende bergpassen (cols)
- 1139 m · Col de la Schlucht
- 1134 m · Col du Calvaire
- 1066 m · Col de la Vierge
- 956 m · Col de Bramont